# Alka Sadat
Alka Sadat (en persa, الکا سادات) (Herat, 1988) es una productora de documentales y directora de cine afgana. Se hizo famosa con su primera película de 25 minutos Half Value Life, que destaca la injusticia social y la delincuencia; la película ganó varios premios.
Es la hermana menor de Roya Sadat, la primera productora y directora de cine afgana. Las dos hermanas han colaborado en muchas producciones cinematográficas desde 2004 y han sido fundamentales para la creación de la Casa de Cine Roya. Para su primera película recibió el Premio Afgano por la Paz, y desde entonces ha realizado numerosos documentales por los que ha ganado numerosos premios internacionales como productora, cámara y directora, y también por su trabajo en la televisión. Ambas participaron en el Muslim World: A Short-Film Festival, organizado en la Los Angeles Film School, donde se presentaron 32 películas de Afganistán. En 2013 coordinó la celebración del primer Festival Internacional de Cine de Mujeres de Afganistán.
Su contribución a la realización de películas hasta ahora ha sido en 15 documentales y un cortometraje de ficción.

## Biografía
Alka Sadat nació en 1988 en Herat (Afganistán), durante el régimen talibán. A la vista de las severas restricciones impuestas por los talibanes a la libertad de la mujer en la educación y la vida social, su madre se encargó con audacia de la educación de sus seis hijas en casa. Alka Sadat comenzó a ayudar a su hermana Roya Sadat como diseñadora de vestuario en la película de ficción Three Dots, una película de 60 minutos que destaca las tribulaciones de una viuda que intentaba ganarse la vida en un ambiente de venta de drogas que predominaba en el país. Su hermana le aconsejó que hiciera documentales . Como Alka Sadat no tenía experiencia en la realización de documentales, pasó por un programa de formación de 14 días realizado por el Instituto alemán Goethe de Kabul antes de osar hacer documentales.
Su primer cortometraje documental de 25 minutos titulado Half-Value Life (Vida de medio valor) fue realizado durante el 2008. La película destaca el papel de Maria Bashir, la primera activista sobre losderechos de la mujer. Bashir ejerce en su vida real como fiscal público de la provincia de Herat, que trata personas implicadas en la delincuencia y la venta ambulante de drogas. Algunas de las escenas que se presentan en el documental se relacionan con casos de maltrato familiar y violación conyugal. Para esta película, ganó varios premios en el festival de cine del Festival de Cine Feminista de Londres 2013. Como directora, en 2005, Sadat produjo la película We Are Post-modernist (Somos posmodernistas) para Babak Payami & Roya Film House, poniendo de manifiesto la situación de una chica de 14 años en Afganistán.
Durante el 2008-2009 trabajó en la Fundación Pangea y produjo la película documental A Woman Sings in the Desert (Una mujer canta en el desierto). Sadat participó y presentó sus documentales al Women Voices Now Film Festival celebrado en Los Ángeles en 2011.
Alka Sadat, al igual que su hermana, ha producido muchas películas documentales y ha recibido varios premios en festivales internacionales de cine. Ha dirigido muchas películas centradas en temas de mujeres en Afganistán . Durante los años 2012-2013, como guionista y directora, realizó tres documentales para la Misión de Asistencia de las Naciones Unidas en Afganistán (UNAMA) en colaboración con la radio y la televisión afganas. Estos documentales ponen de manifiesto los esfuerzos de diez años de la ONU y de otras agencias en la reconstrucción de Afganistán. Destacan temas relacionados con los niños sobre sus derechos, matrimonio infantil, trabajo y maltrato infantil. Estos documentales también tratan los derechos de las mujeres y otras cuestiones sociales relacionadas con la educación, la policía, las drogodependencias, etc. También produjo un documental titulado Story Night Afghanistan (Cuentos nocturnos de Afganistán), relacionado con los mandos de élite del ejército afgano. Otro documental publicado por ella en 2015 se titula Afganistán Women in 1993 Elecciones, realizado en 2015. que destaca la participación de las mujeres en las elecciones. El último premio que recibió fue en el Festival Internacional de Cine Documental de Aljazeera. 2011 sobre «Libertades públicas y derechos humanos».

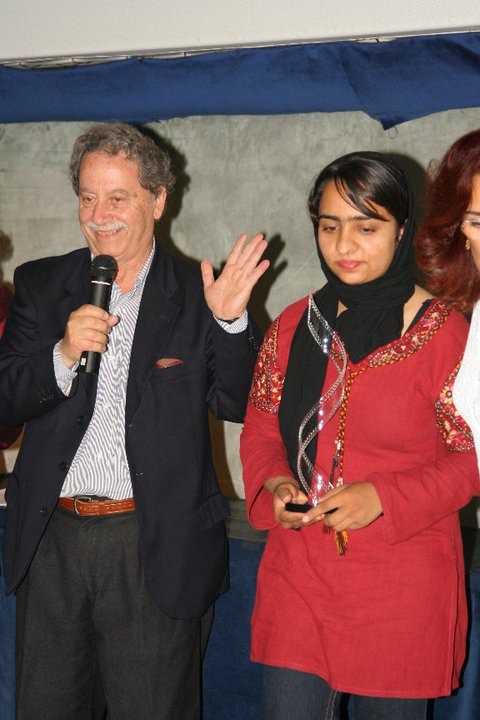
Festival de cine en Italia, 2007

## Miembro del jurado en Festivales de Cine
- 2017: Jefe del jurado en el 18.º Festival Internacional de Cine de Jeonju (Corea del Sur).
- 2015: Festival de cine feminista de Londres Reino Unido).
- 2015: Festival de cine 60 segundos (Afganistán).
- 2014: Festival de cine estudiantil de Afganistán (Afganistán).
- 2013: Premio de Arte Contemporáneo Afgano (Afganistán).
- 2011: Festival de cine asiático (Italia).